# Los Cenotes
Los Cenotes es un ejido del municipio de Balancán ubicado en la subregión de los Ríos del estado mexicano de Tabasco.

## Geografía
La localidad se ubica a 56.5 kilómetros (en dirección este) de la localidad de Balancán de Domínguez, la cabecera y lugar más poblado del municipio. Se sitúa en las coordenadas geográficas 17°37′58″N 91°02′07″O / 17.632778, -91.035278, a una elevación de 49 metros sobre el nivel del mar.

## Demografía
Según el Conteo de Población y Vivienda 2020, efectuado por el Instituto Nacional de Estadística y Geografía, la localidad de Los Cenotes tiene 1,193 habitantes, de los cuales 619 son del sexo masculino y 574 del sexo femenino. Su tasa de fecundidad es de 3.26 hijos por mujer y tiene 275 viviendas particulares habitadas.
| Gráfica de evolución demográfica de Los Cenotes entre 1970 y 2020 |
|                                                                   |
| INEGI.                                                            |